# Every Time I Look at You
«Every Time I Look at You» — песня группы Kiss с их студийного альбома 1992 года Revenge. Песня является последним синглом с альбома.

## О песне
«Every Time I Look at You» — девятая композиция с альбома Revenge. В «Энциклопедии KISS» Бретта Вайса отмечается, что песня «Every Time I Look at You» «является ещё одним доказательством» того, что «с такими песнями, как „Beth“ и „Forever“, KISS могут исполнять баллады не хуже других».

## Чарты
| Чарт (1992)                | Наив. поз. |
| -------------------------- | ---------- |
| Швеция (Sverigetopplistan) | 31         |